# Live at the International, Las Vegas
Albums de Jerry Lee Lewis
Best of Jerry Lee Lewis
(1970) In Loving Memories: The Jerry Lee Lewis Gospel Album
(1971)
Live at the International, Las Vegas est un album live de Jerry Lee Lewis, enregistré à l'International Hotel Lounge de Las Vegas (États-Unis) en 1970.

## Liste des chansons
Face 1
1. She Even Woke Me Up To Say Goodbye (2:33)
2. Jambalaya (1:47)
3. She Still Comes Around (To Love What's Left Of Me) (2:35)
4. Drinkin' Champagne (3:14)
5. San Antonio Rose (en) (3:17)

Face 2
1. Once More With Feeling (2:11)
2. When You Wore A Tulip And I Wore A Big Red Rose (2:40)
3. Take These Chains From My Heart (en) (2:28)
4. Ballad Of Forty Dollars (2:58)
5. Flip, Flop and Fly (2:00)